# ترزانا
ترزانا (به ایتالیایی: Tresana) یک کومونه در ایتالیا است که در استان ماسا-کارارا واقع شده‌است.

## خصوصیات
ترزانا ۴۴٫۰ کیلومترمربع مساحت و ۲٬۰۵۶ نفر جمعیت دارد و ۱۱۲ متر بالاتر از سطح دریا واقع شده‌است.